# Ulica Krakowska w Krakowie
Ulica Krakowska – ulica w Krakowie, w dzielnicy I Stare Miasto, na Kazimierzu. Wytyczona w ramach planu lokacyjnego miasta Kazimierza w 1335 roku jako jego główna arteria i oś komunikacyjna. Łączy ulice ulicę Stradomską (której jest przedłużeniem) i ulicę J. Dietla, przez most J;Piłsudskiego, z Podgórzem. Ulicą biegnie torowisko tramwajowe.

## Historia
Był to prastary szlak handlowy tzw. droga solna wiodąca przez Wieliczkę i Bochnię na Węgry. Początkowo północny odcinek nazywano Glinianą lub Szewską, środkowy – od początku Krakowską, zaś południowy – Solną. Obecna nazwa na całej długości obowiązuje od 1881 r.
Do końca XIX wieku zabudowę w większości stanowiły domy drewniane, chociaż pierwsze kamienice pojawiły się przy Krakowskiej już w średniowieczu. Arkadowe podcienia znajdujące się na zachodniej pierzei w północnej części ulicy zostały przebite przez Niemców podczas II wojny światowej celem usprawnienia komunikacji. W latach 2019–2020 został przeprowadzony gruntowny remont ulicy.

## Zabudowa
Budynki to głównie kamienice czynszowe, w większości z końca XIX wieku oraz kilka klasztorów.
Strona nieparzysta:
- ul. Krakowska 5 – kamienica czynszowa, projektował August Pluszyński, 1836. W 1941 przebicie podcieni. Powstała na miejscu starszej zabudowy, od XIV do XIX w. na zapleczu dzisiejszego budynku znajdowała się kazimierska łaźnia.
- ul. Krakowska 9 – od XIV w. istniała miodosytnia, która dotrwała do II wojny światowej[1].
- ul. Krakowska 13 – kamienica „Na Wolfowem” (Pałac Wolfów), budynek z końca XVIII wieku.
- ul. Krakowska 27 (ul. Skałeczna 2) – kamienica „Pod Gwiazdą”, obecnie Dom Norymberski.
- ul. Krakowska 29 (ul. Węgłowa 1–1a) – dawny „Zajazd Krakowski”, projektował Ignacy Hercok, 1837. Obecnie budynek Biblioteki Kraków.
- ul. Krakowska 41 (ul. Skawińska 2) – Gmach Zarządu Gminy Wyznaniowej Żydowskiej.
- ul. Krakowska 43-45 – Dom Generalny Braci Albertynów.
- ul. Krakowska 47 – Dom Macierzysty Sióstr Albertynek.
- ul. Krakowska, skrzyżowanie z ul. Rybaki – od 1447 do 1700 r. znajdował się tutaj kościół św. Leonarda.
- ul. Krakowska, skrzyżowanie z ul. Rybaki – jeden ze smoków „Smoczego szlaku”: Smok z literą „K”.

Strona parzysta:
- ul. Krakowska 18 – kamienica „Bractwa Pięciu Ran Chrystusa”.
- ul. Krakowska 20 – kamienica „Wojewodzińska”.
- Ratusz dawnego miasta Kazimierza.
- ul. Krakowska 46 – Dom Esterki.
- ul. Krakowska 48 (ul. Trynitarska 1) – kościół św. Trójcy oraz klasztor i szpital bonifratrów.
- ul. Krakowska 50 – kamienica „Zaorowska”, apteka bonifratrów.

## Widoki ulicy: dawny i obecne

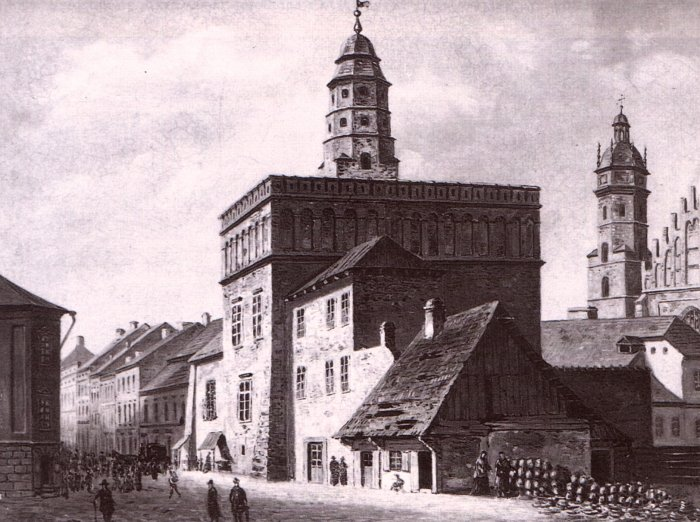
Przed rokiem 1876.
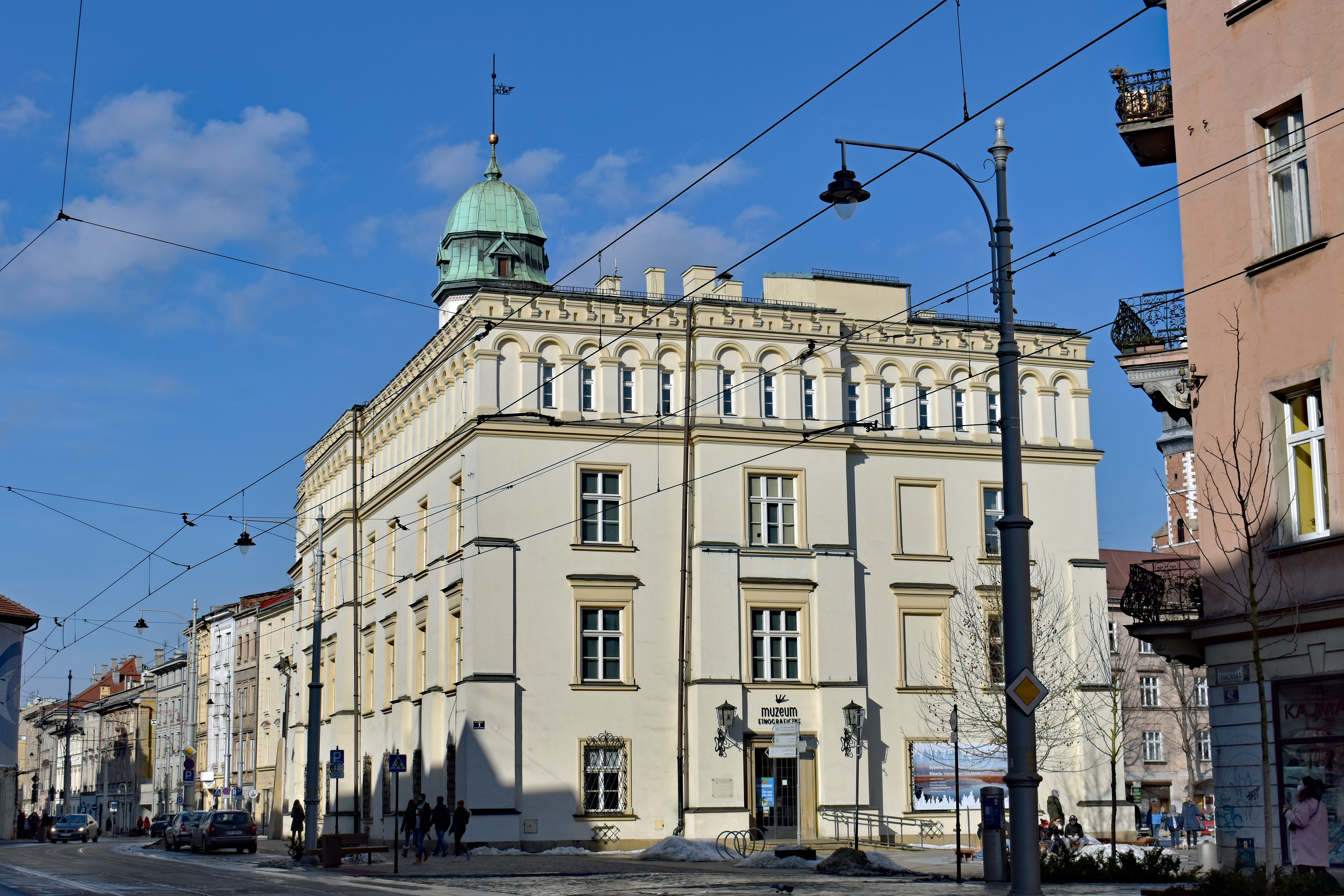
W roku 2021.
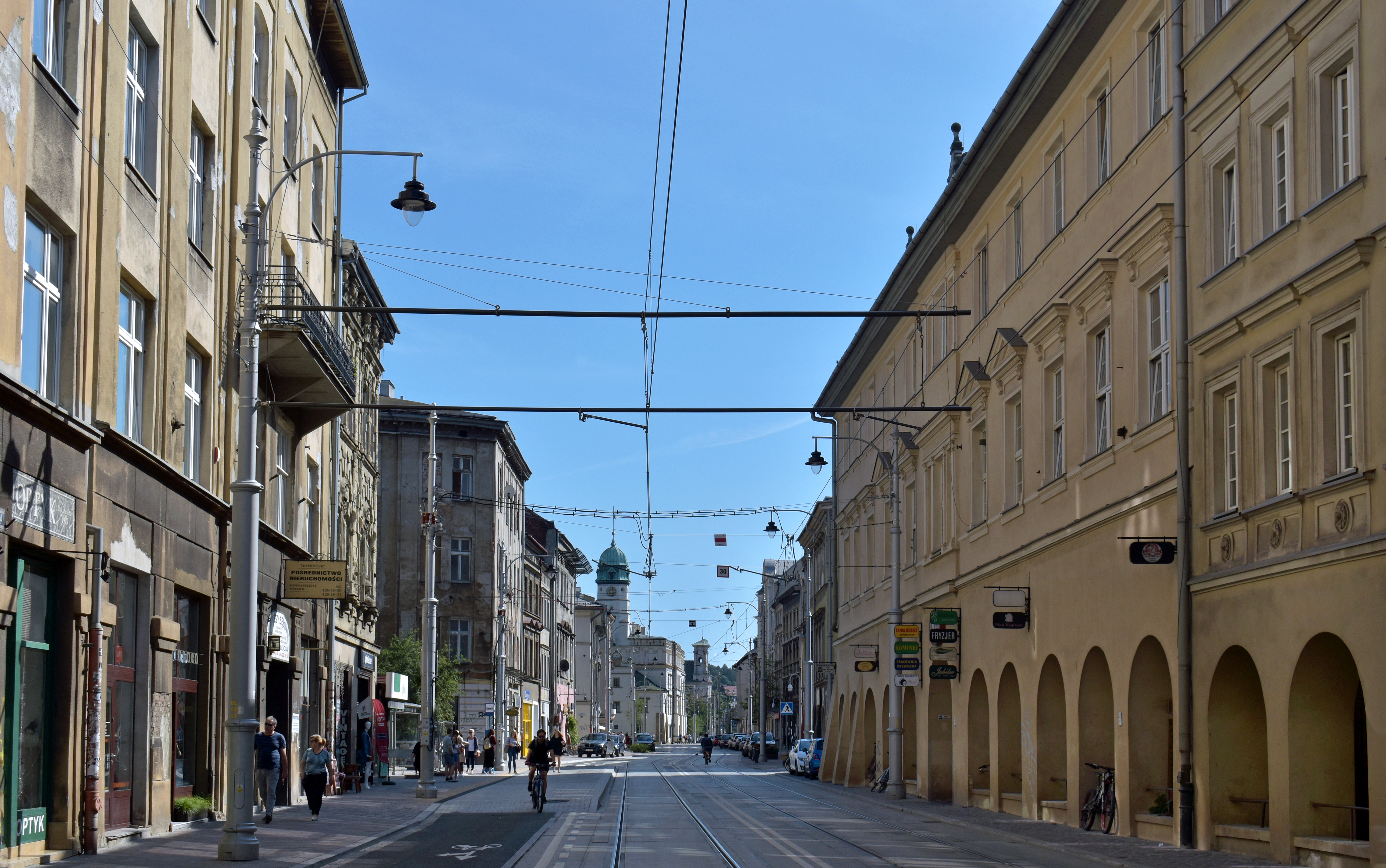
Widok od ul. Dietla. Prawa strona nieparzysta.
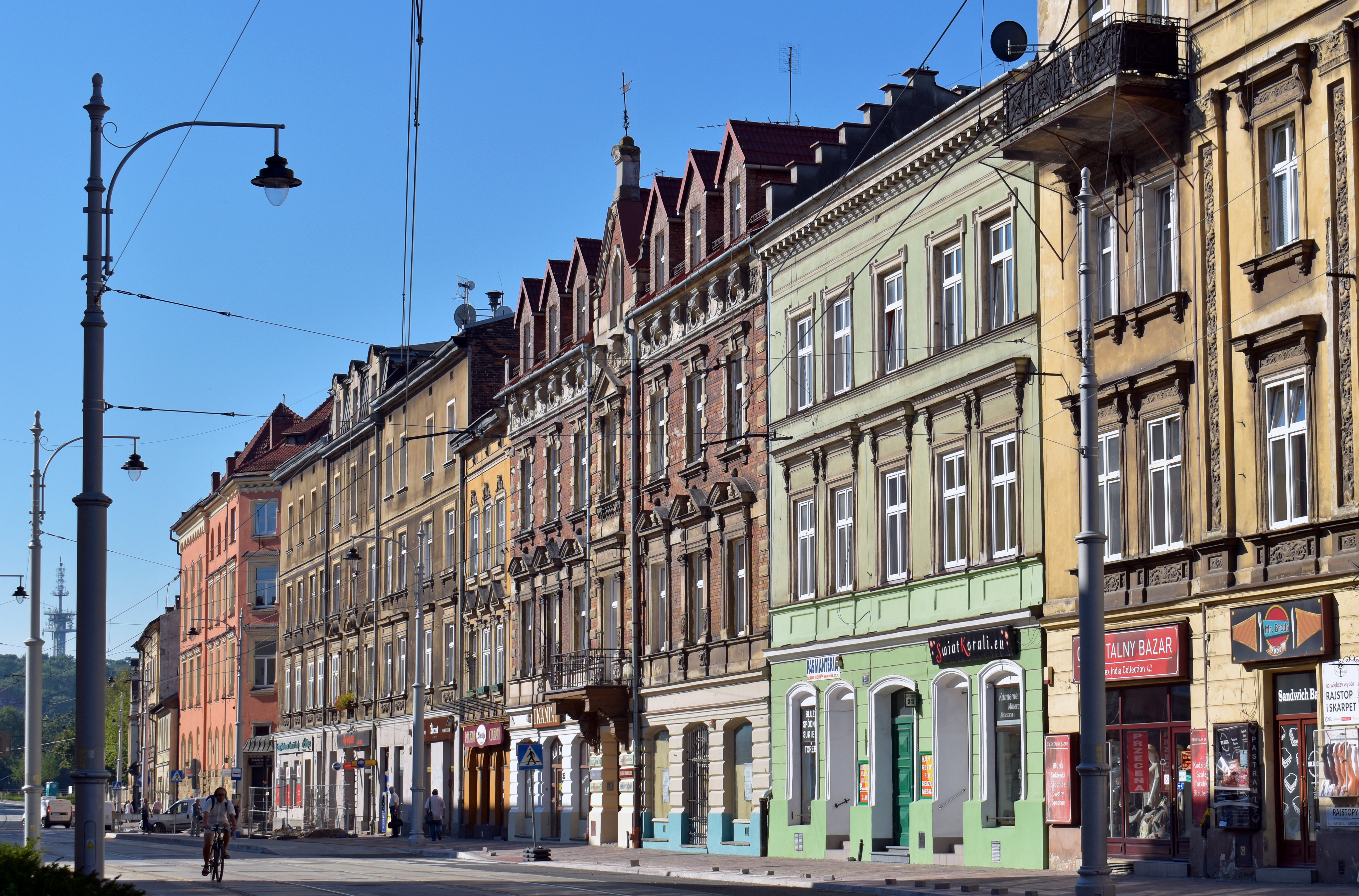
Czynszowe kamienice, zachodnia pierzeja ulicy naprzeciw pl. Wolnica.

## Zabudowa

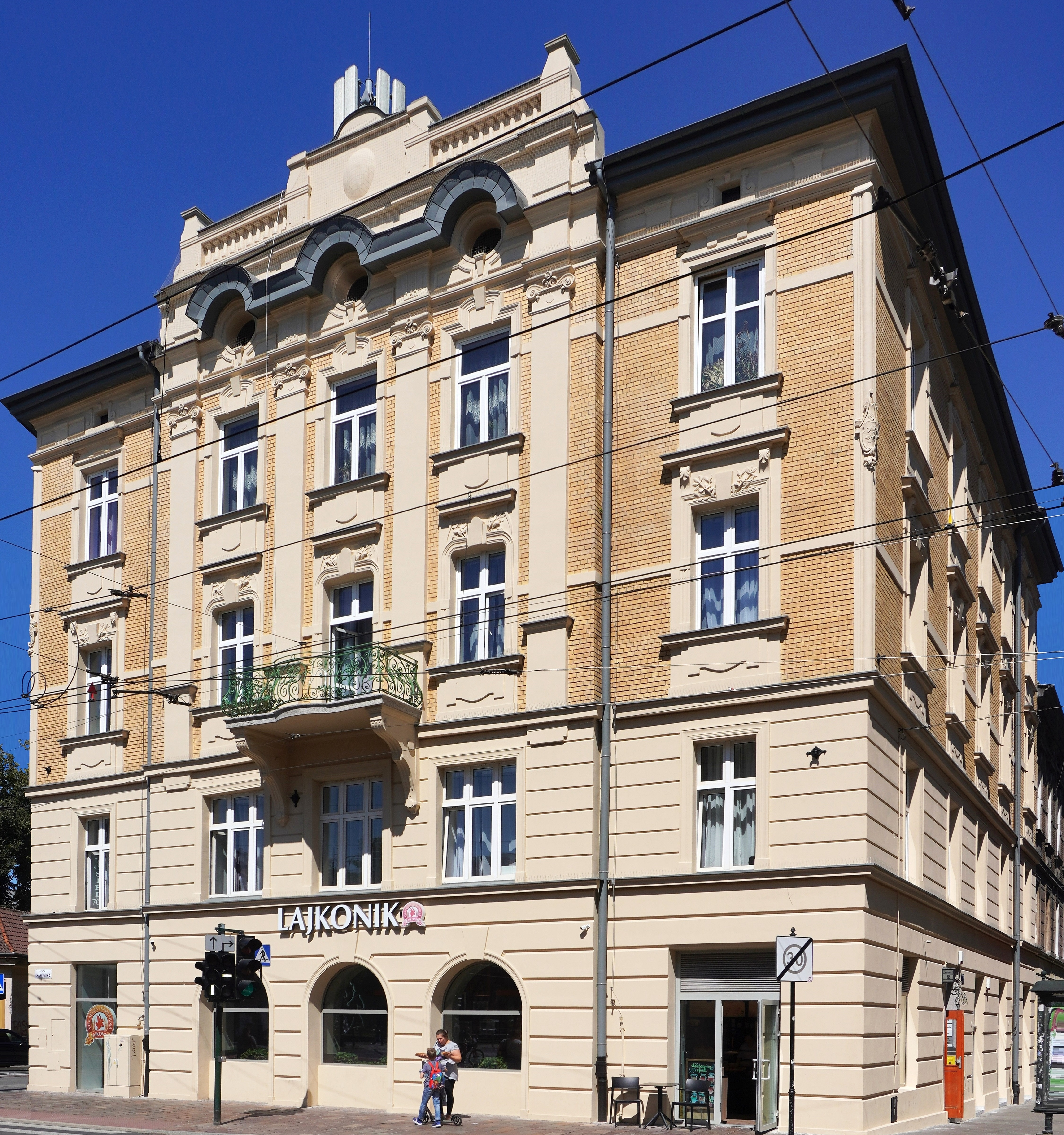
ul. Krakowska 2 (ul. Józefa Dietla 43, ul. Miodowa 2) Kamienica (proj. Karol Knaus, 1897–1901)
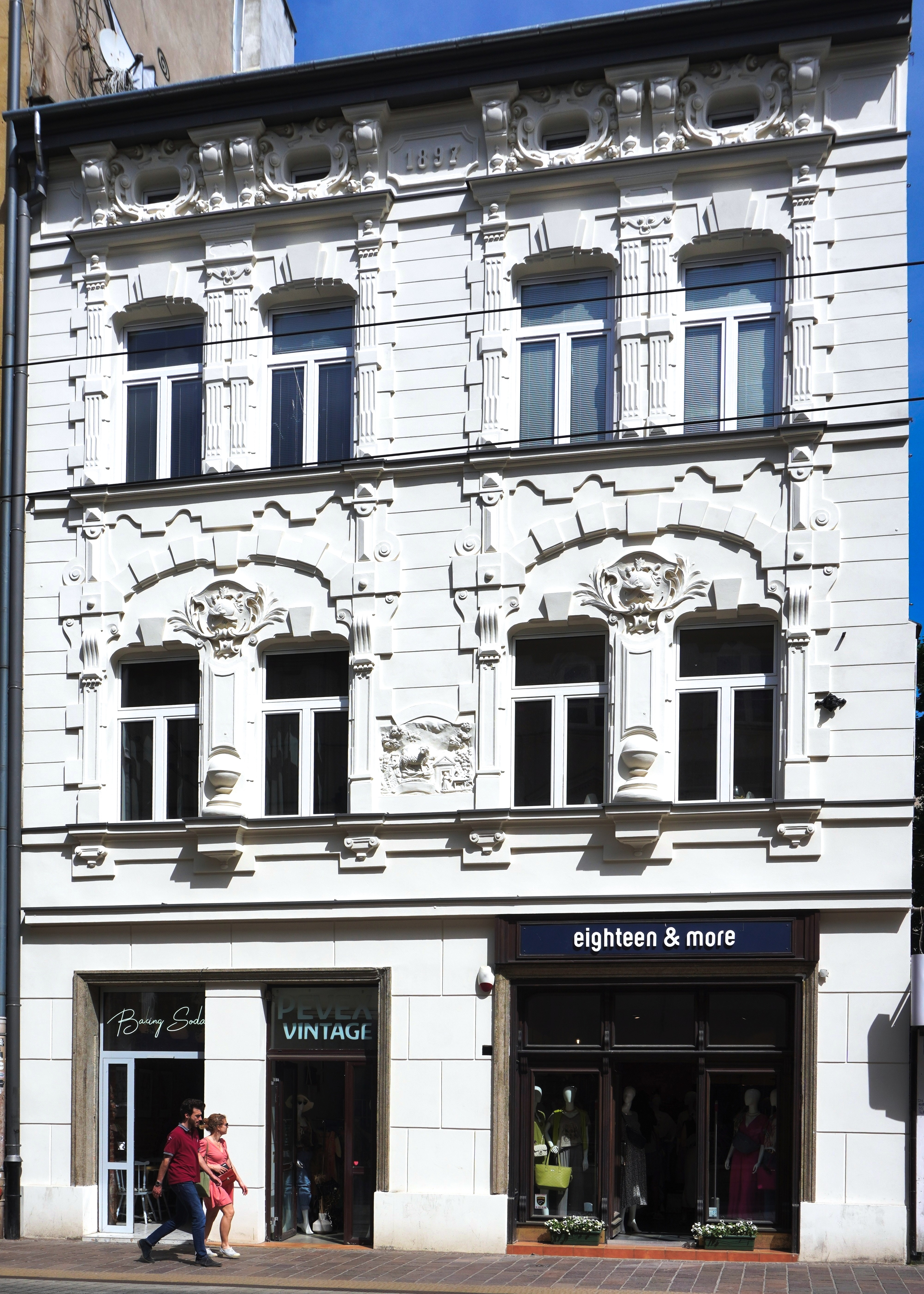
ul. Krakowska 10 Kamienica (bud. Beniamin Torbe, 1898)
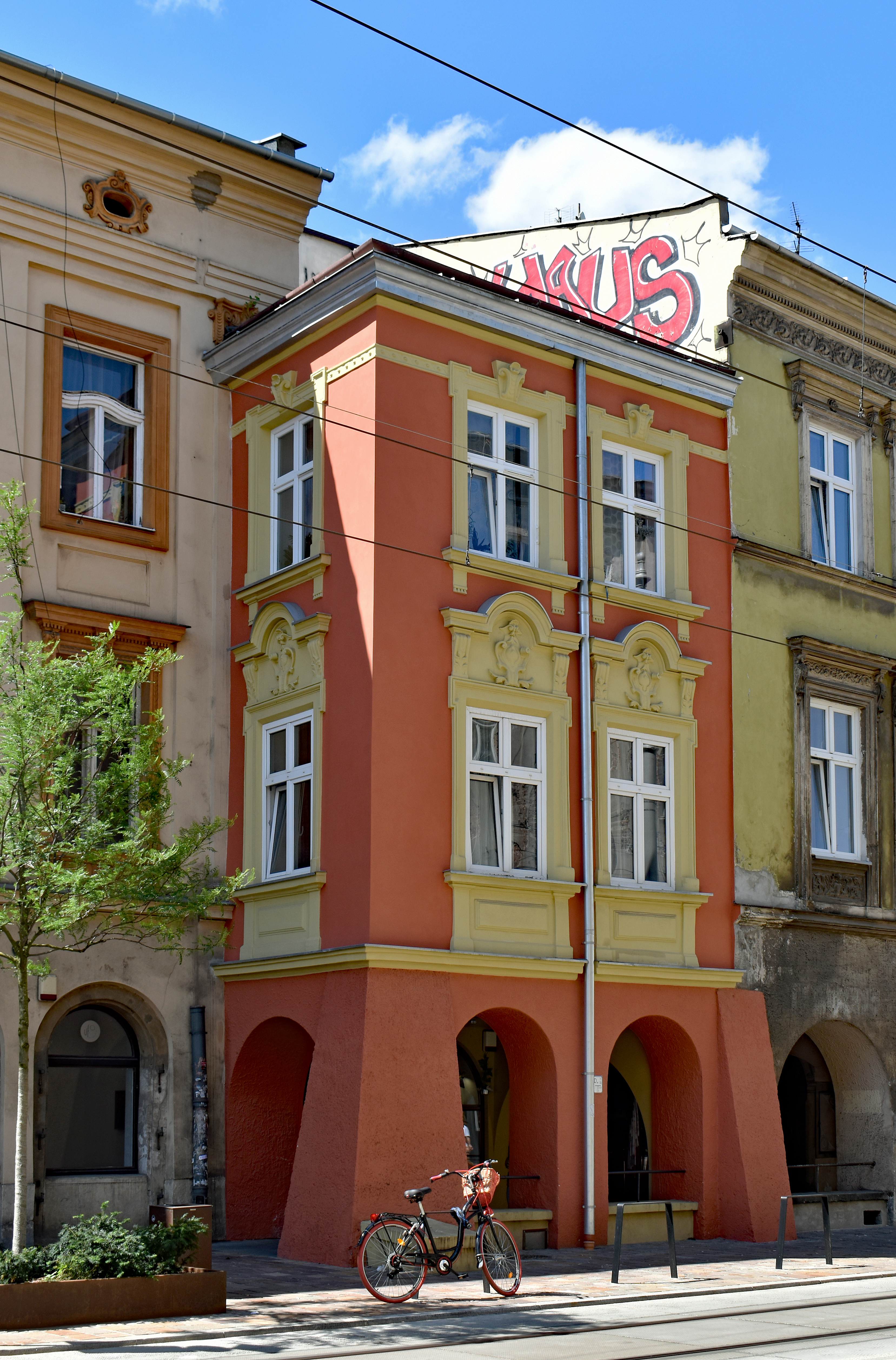
ul. Krakowska 11 Kamienica (XVI/XVII wiek)
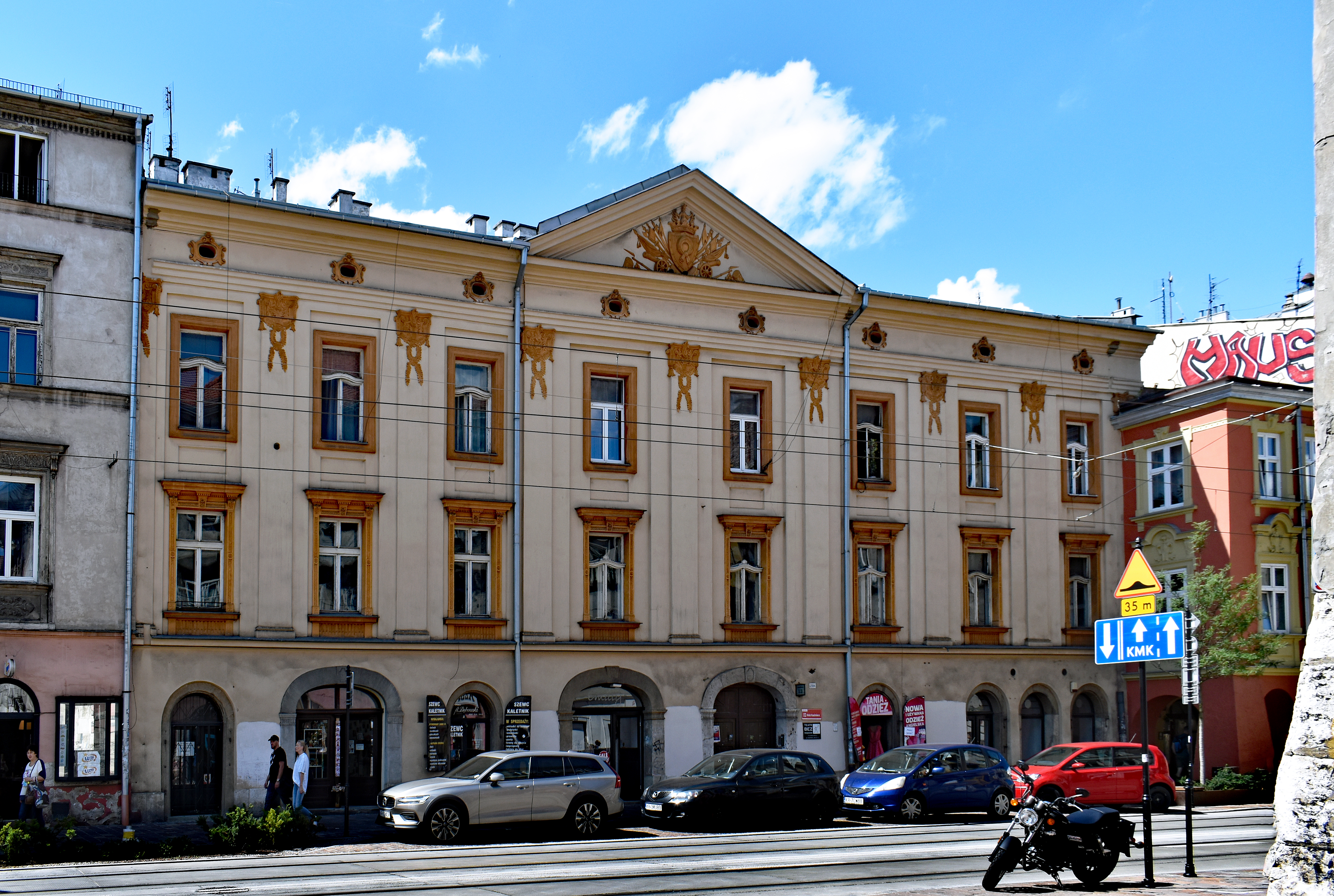
ul. Krakowska 13 Kamienica Na Wolfowem (XVIII wiek)
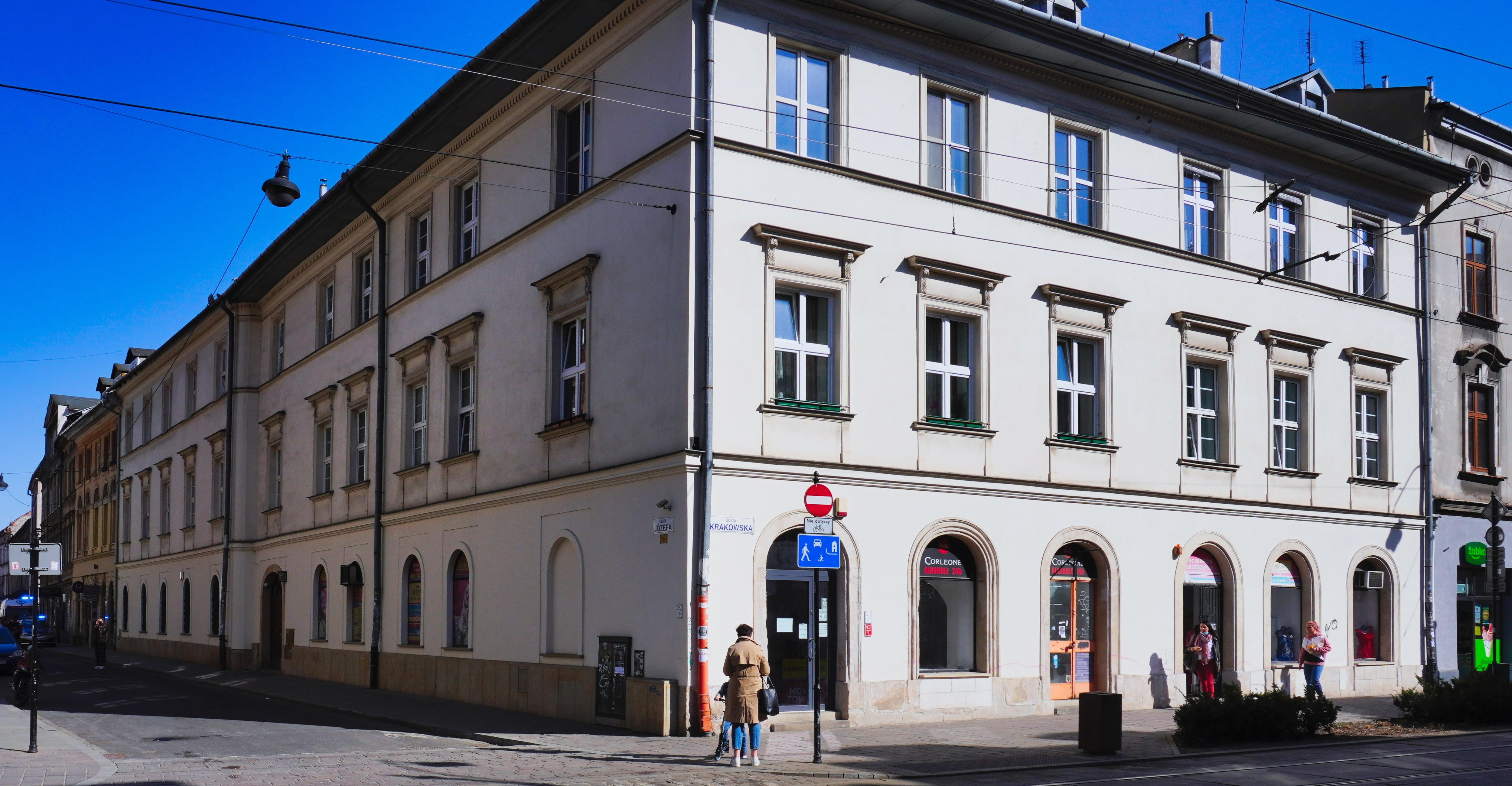
ul. Krakowska 22 Kamienica (bud. Ignacy Hercok, 1847–1857)
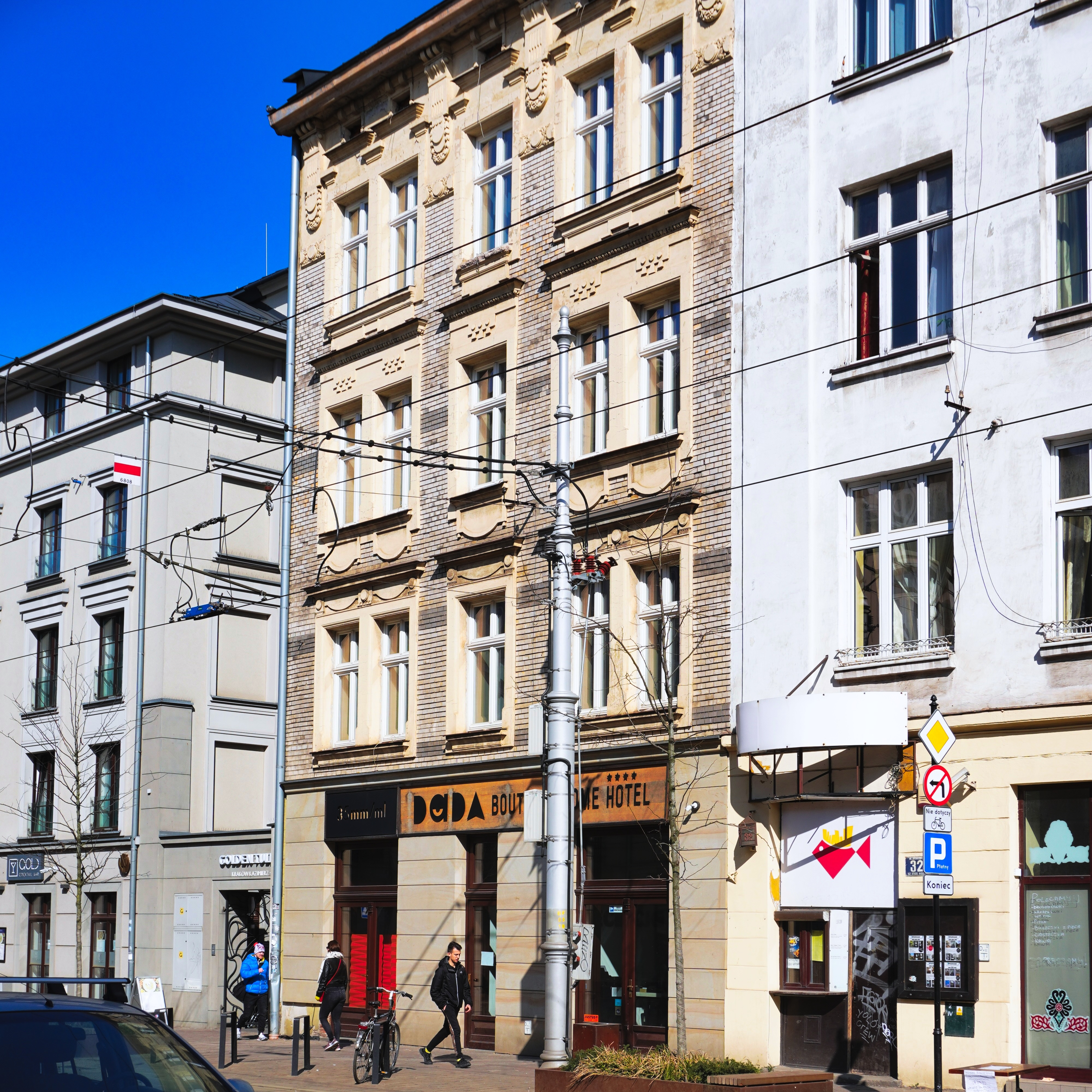
ul. Krakowska 30 Kamienica (bud. Beniamin Torbe, 1907)
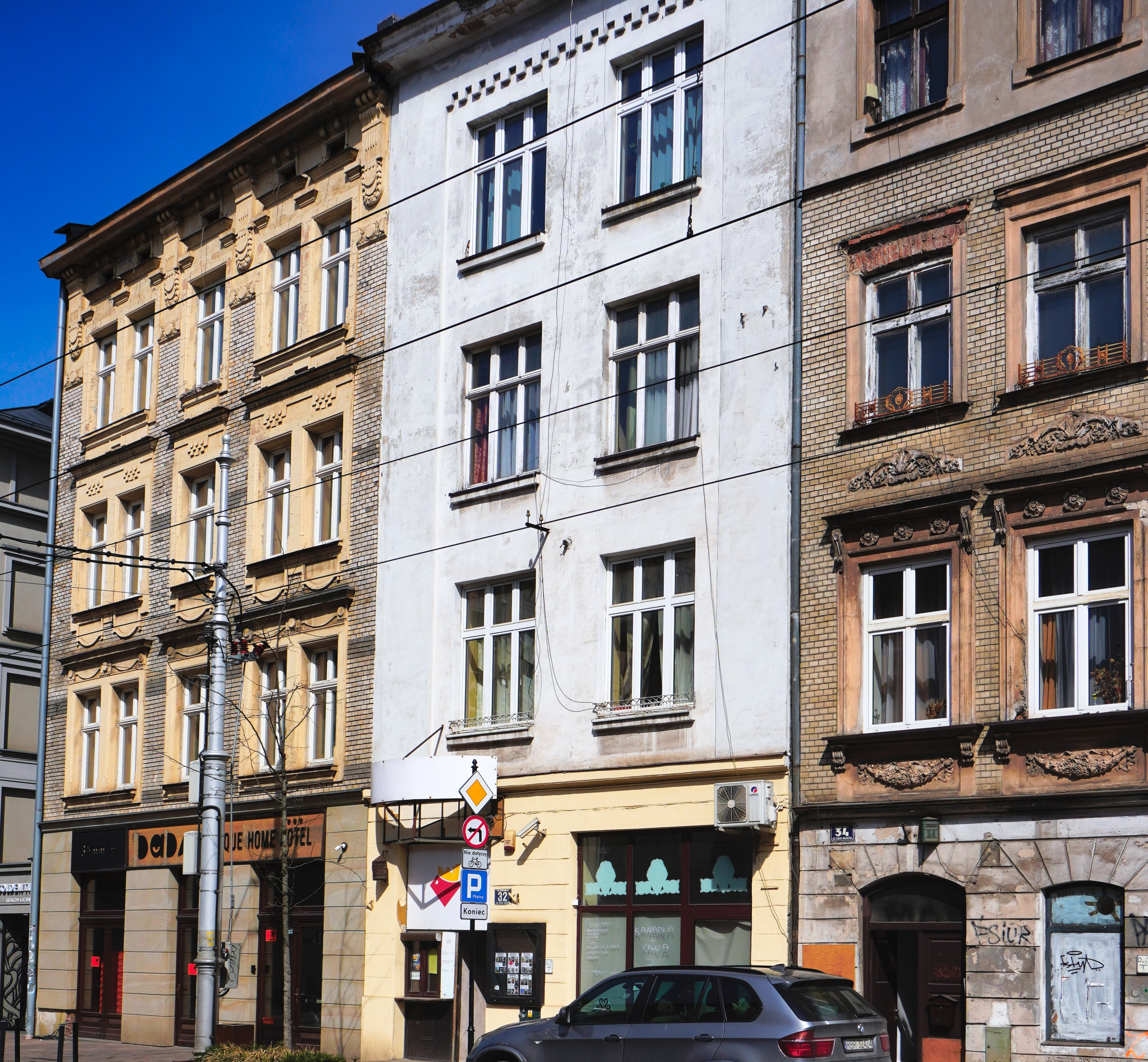
ul. Krakowska 32 Kamienica (proj. Jozue Oberleder, 1914)
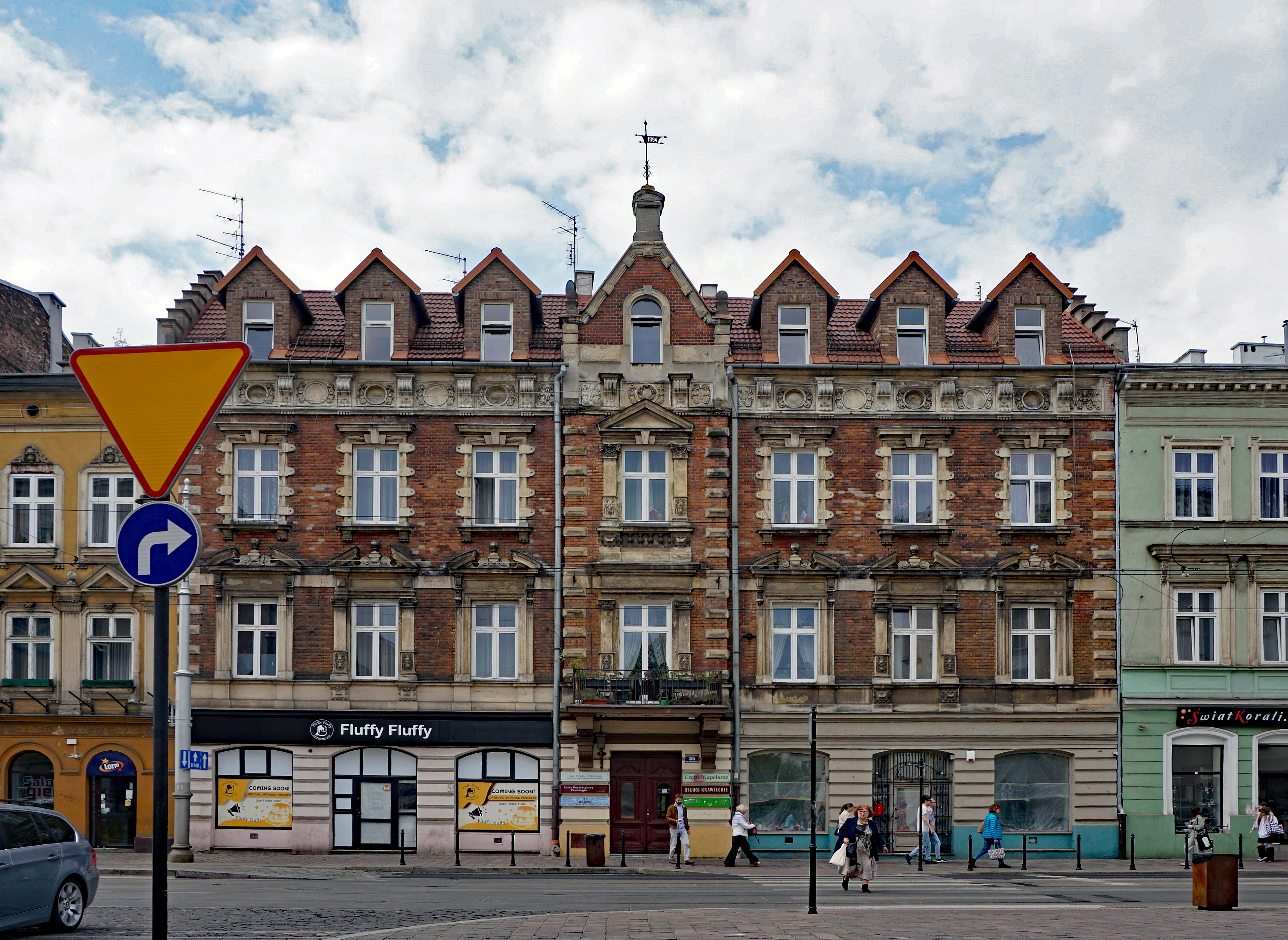
Kamienica, ul. Krakowska 35
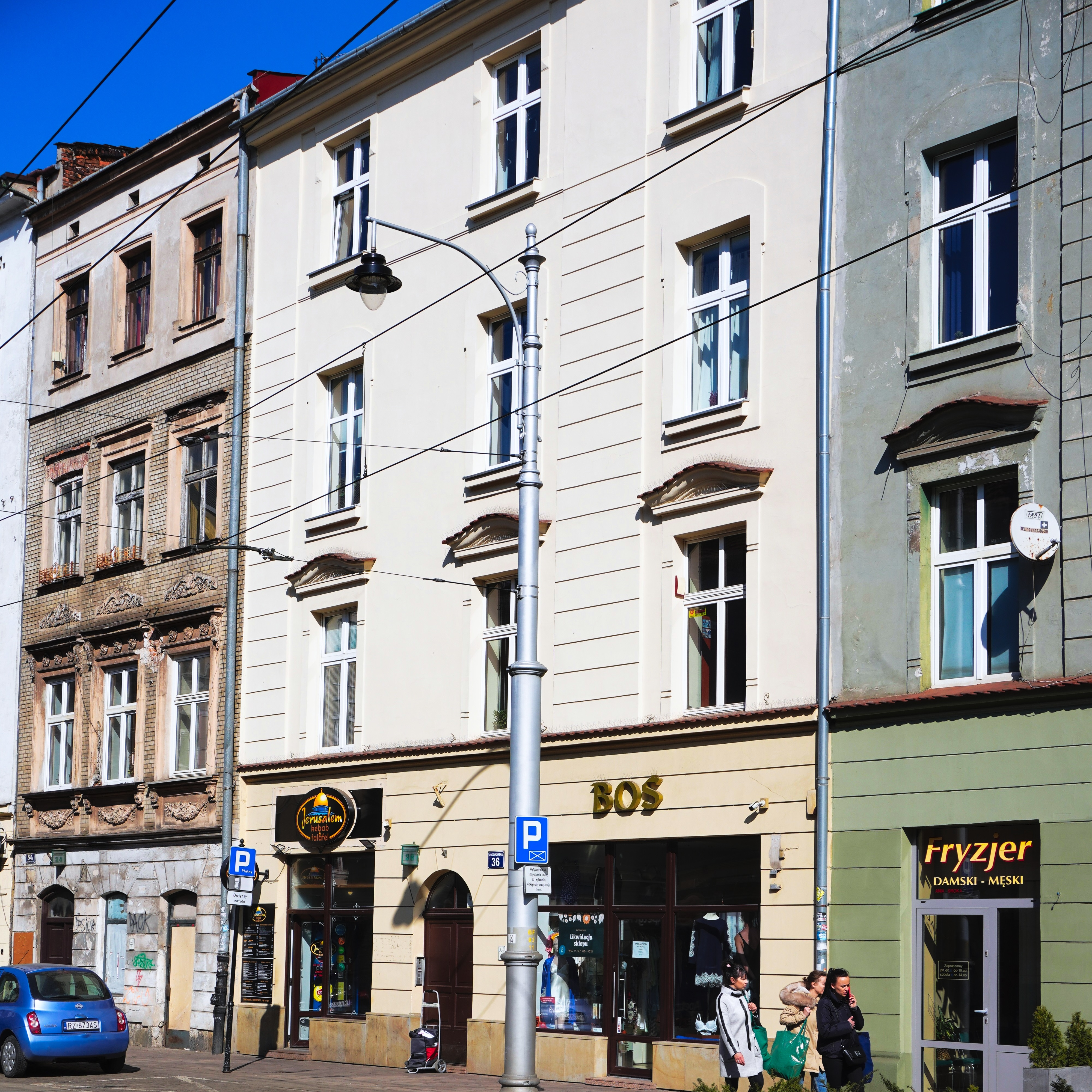
ul. Krakowska 36 Kamienica (proj. Jozue Oberleder, 1912)
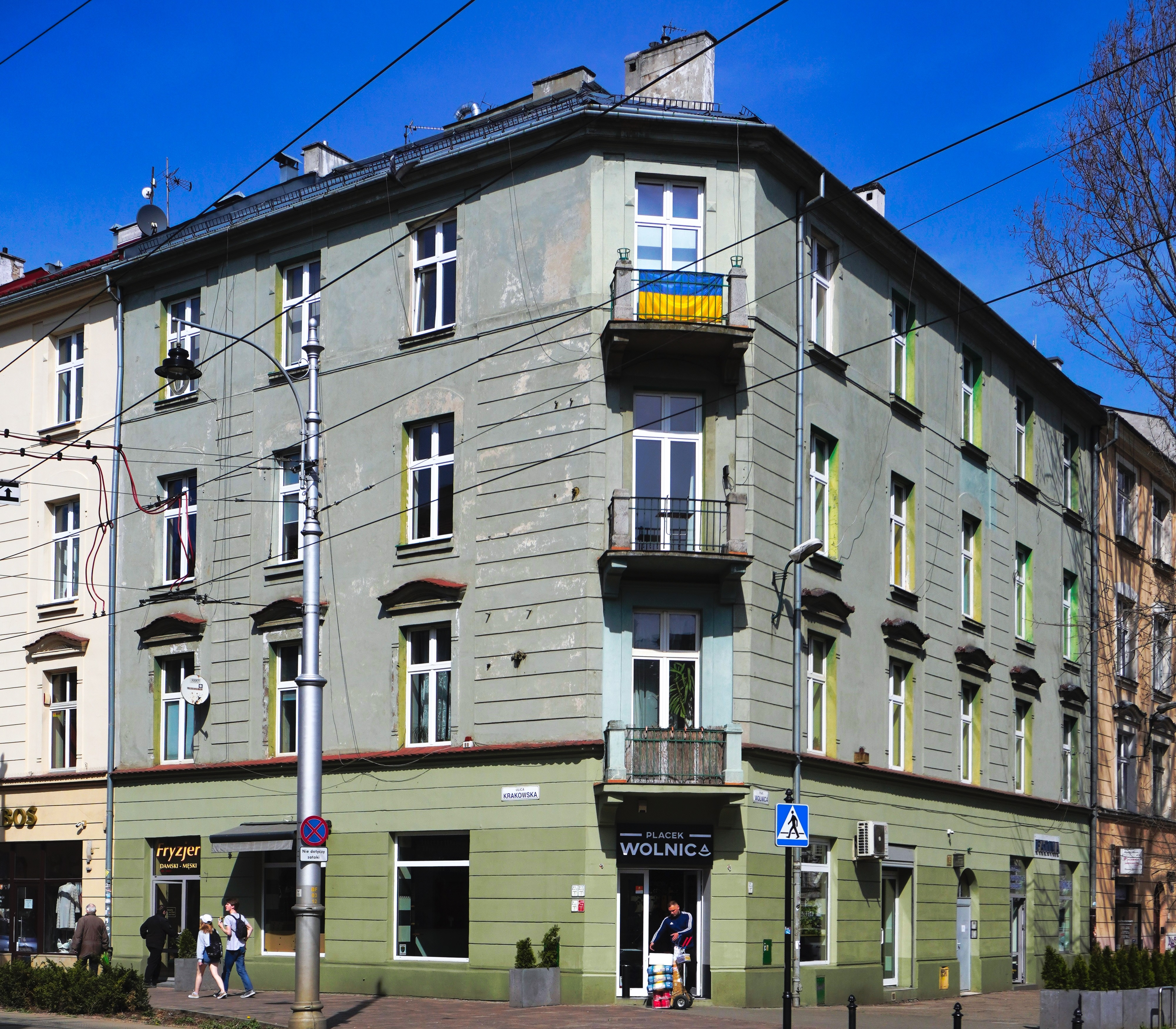
ul. Krakowska 38 Kamienica (proj. Jozue Oberleder, 1912)
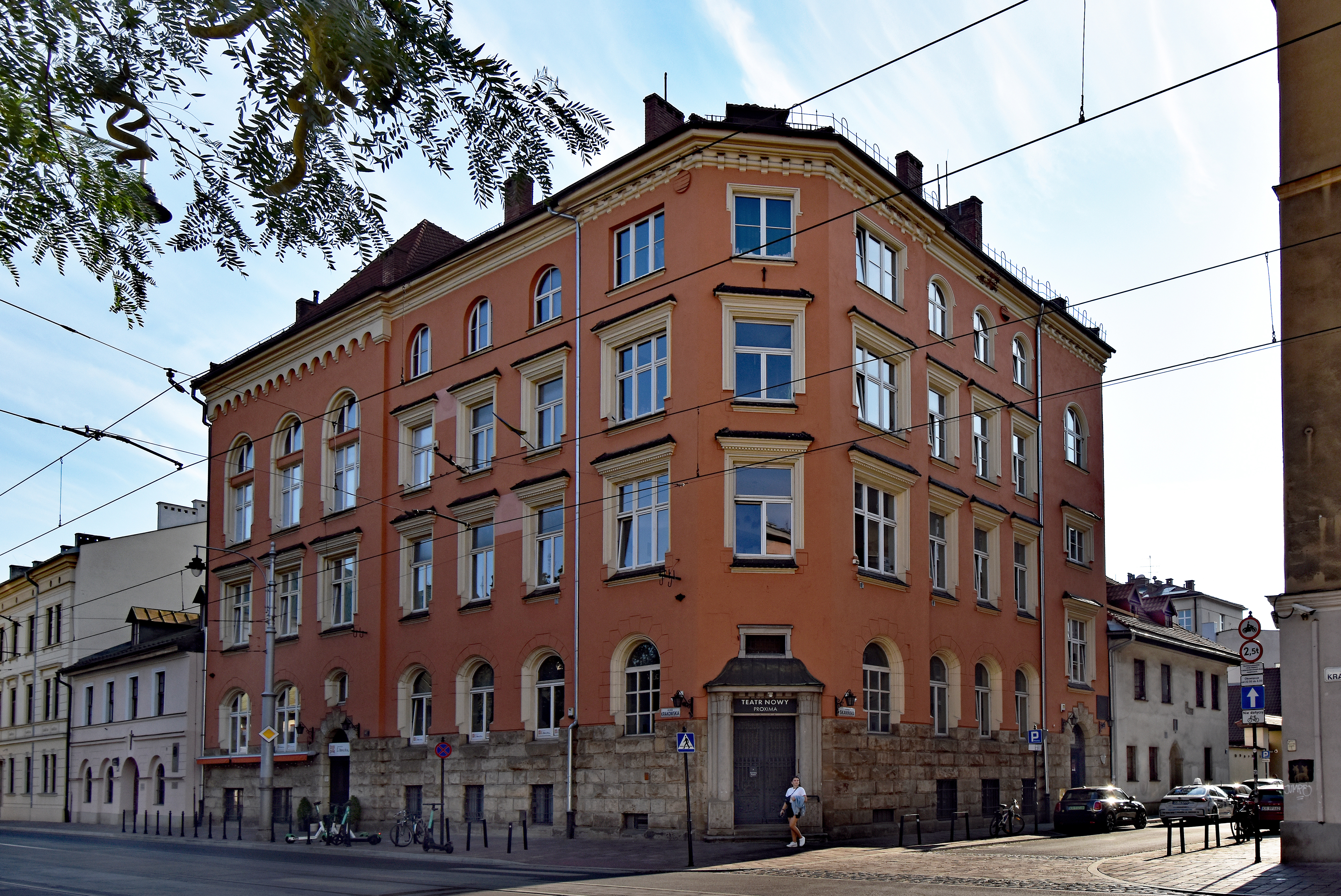
ul. Krakowska 41 (ul. Skawińska 2) Gmach Zarządu Gminy Wyznaniowej Żydowskiej (proj. Henryk Lamensdorf, 1909)
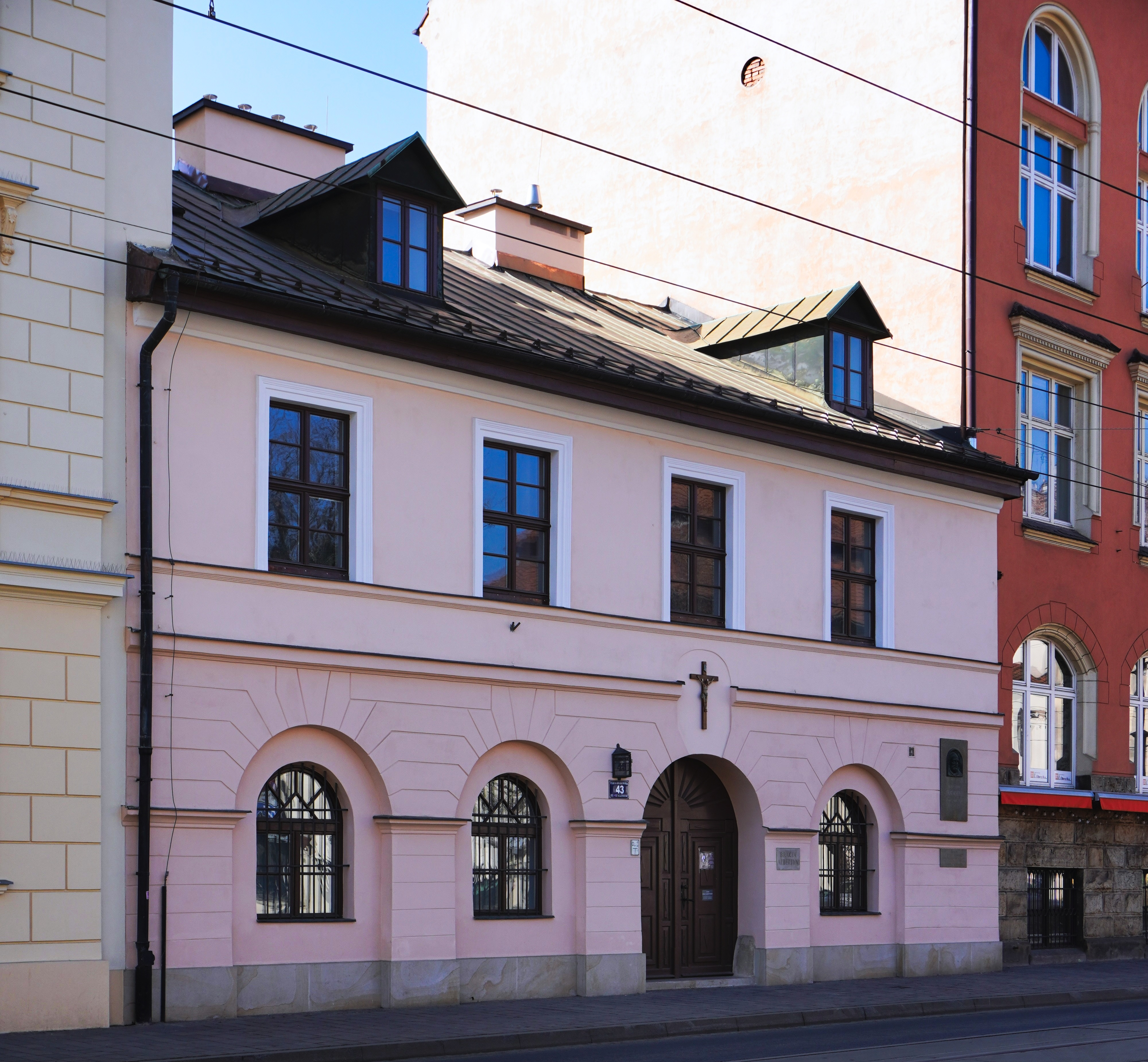
ul. Krakowska 43 Dom św. Brata Alberta (Dom Pomocy Społecznej) (1835–1837)
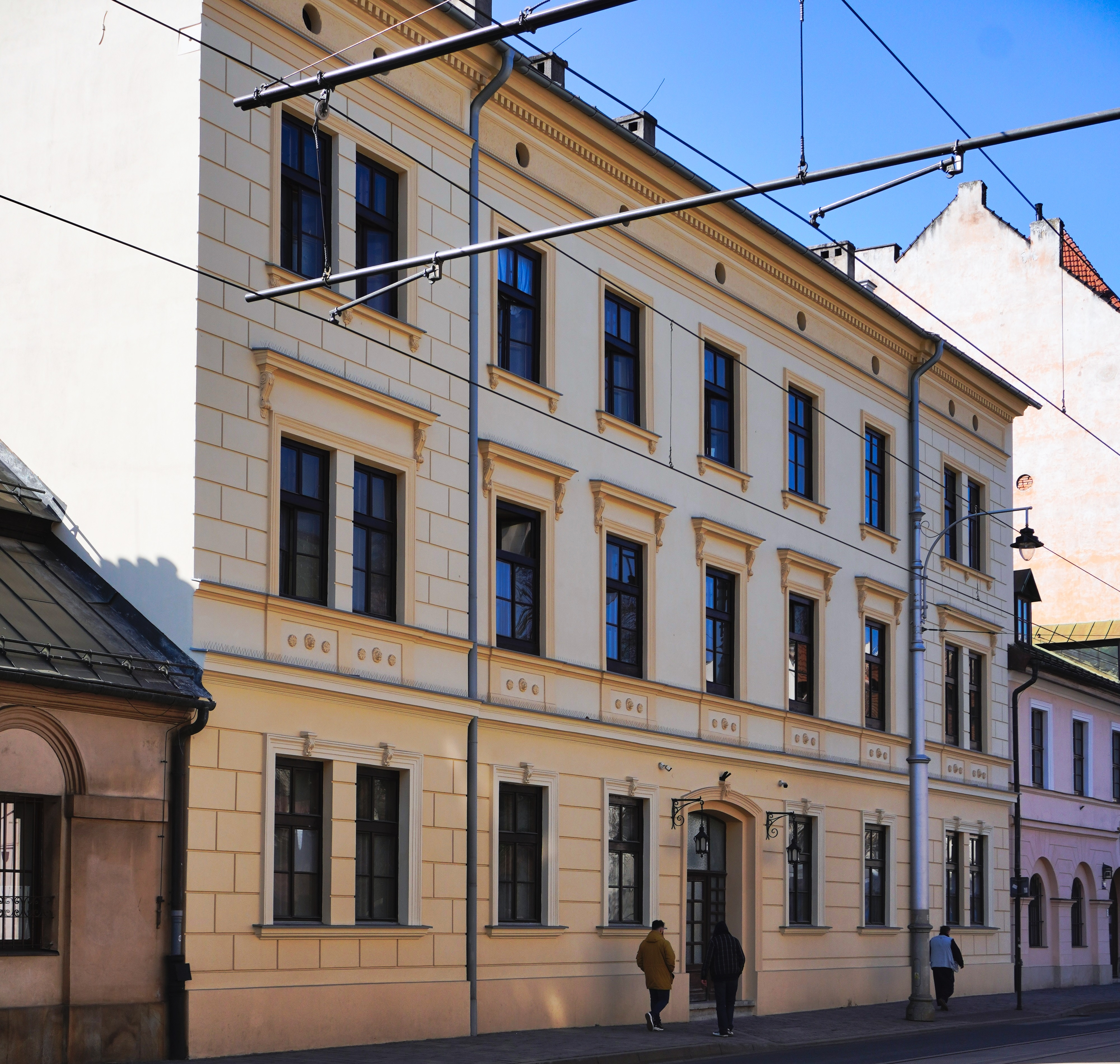
ul. Krakowska 45 Kamienica (ok. 1850–1875)
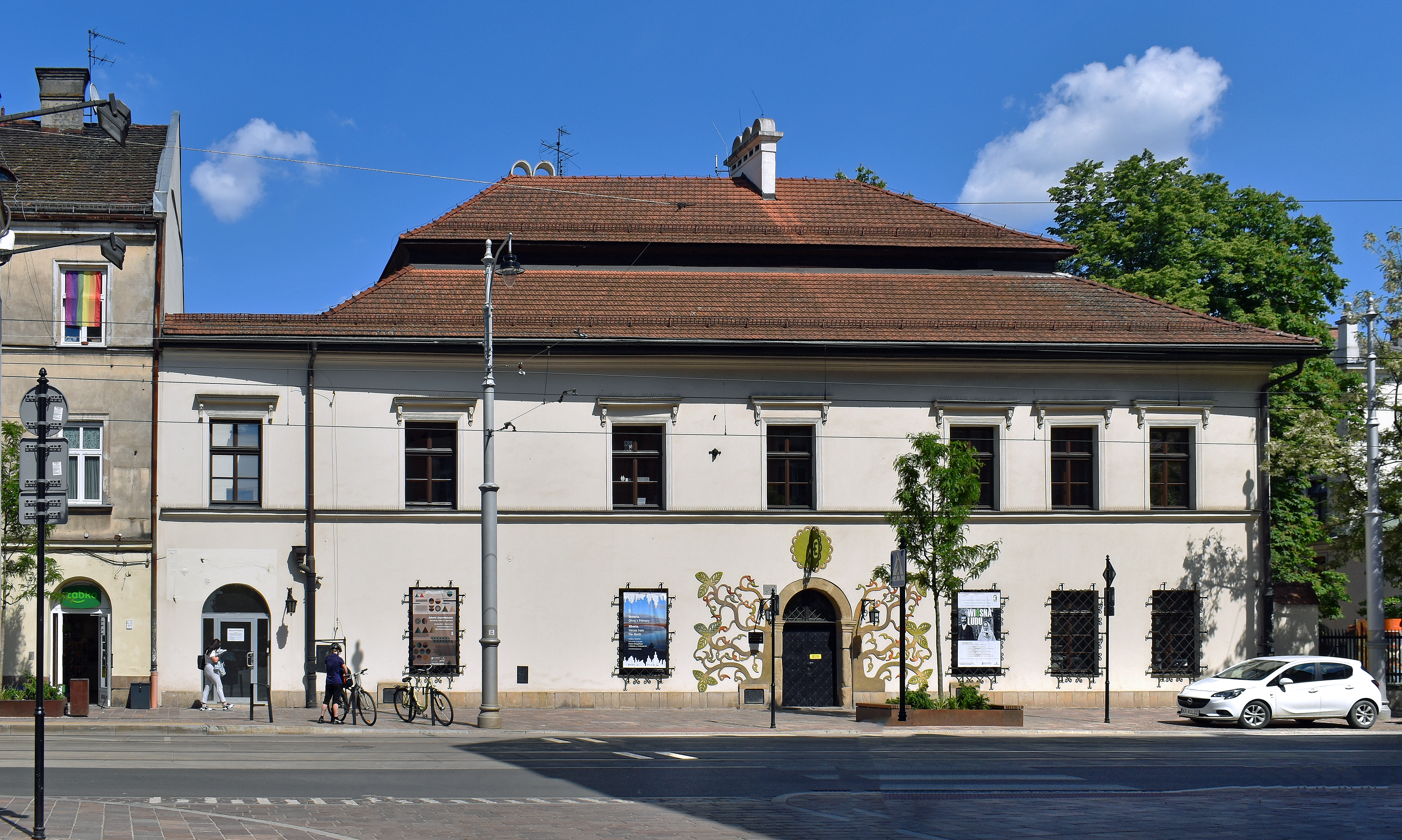
ul. Krakowska 46 Dom Esterki (Dom Bartłomieja Berrecciego)
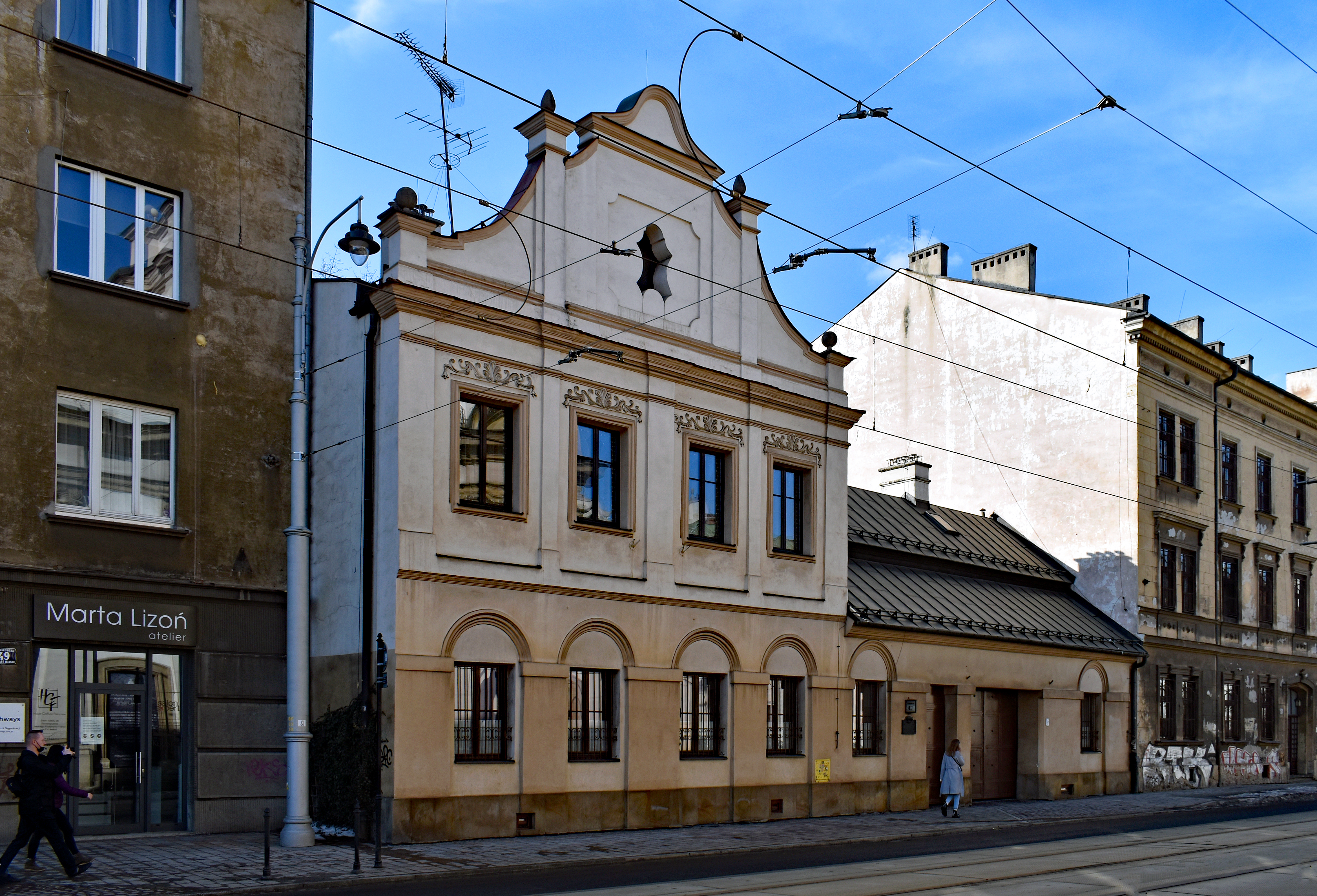
ul. Krakowska 47 Dom Macierzysty Sióstr Albertynek (przed 1789)
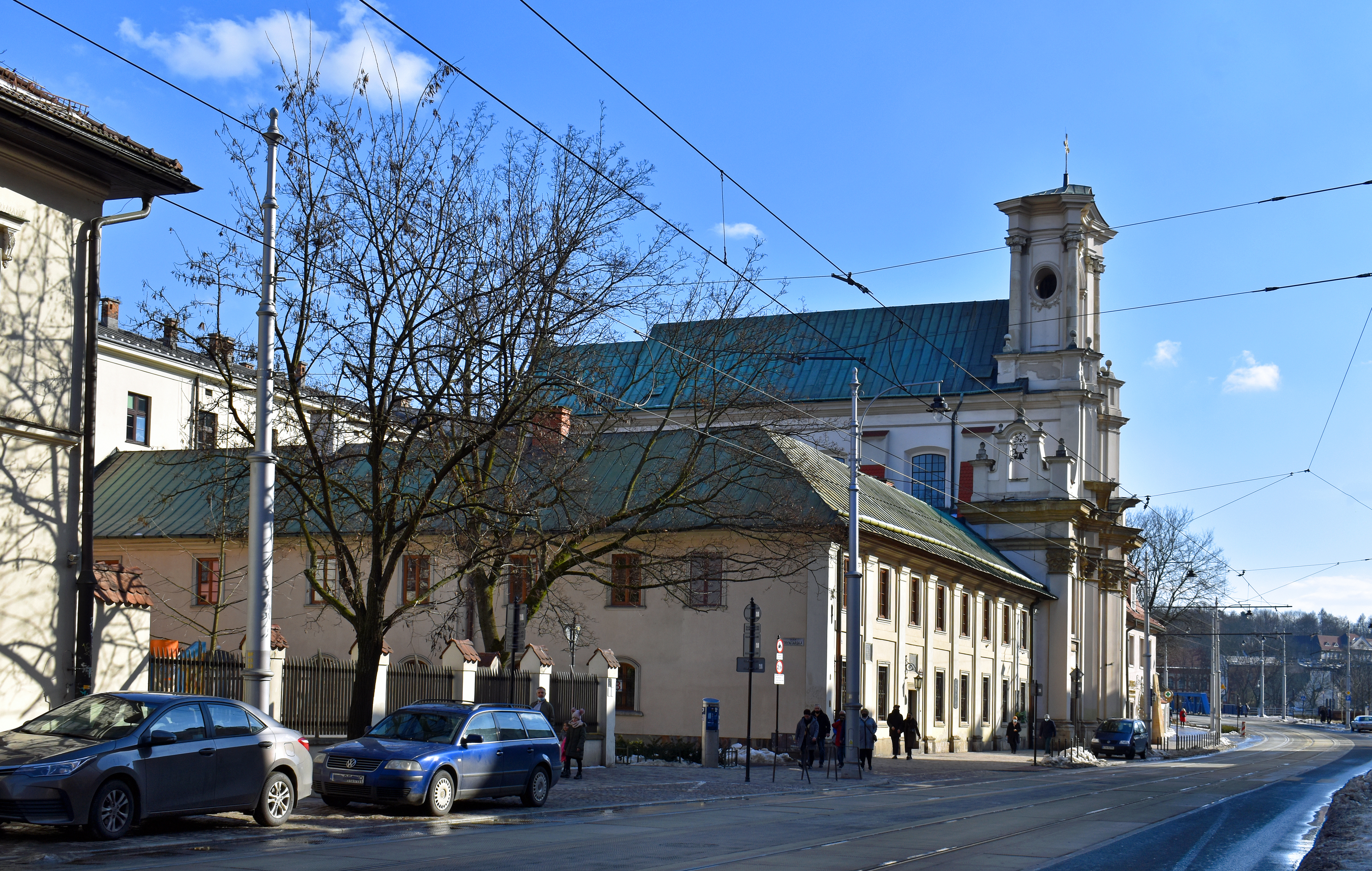
ul. Krakowska 48 Klasztor i szpital bonifratrów oraz kościół  św. Trójcy.
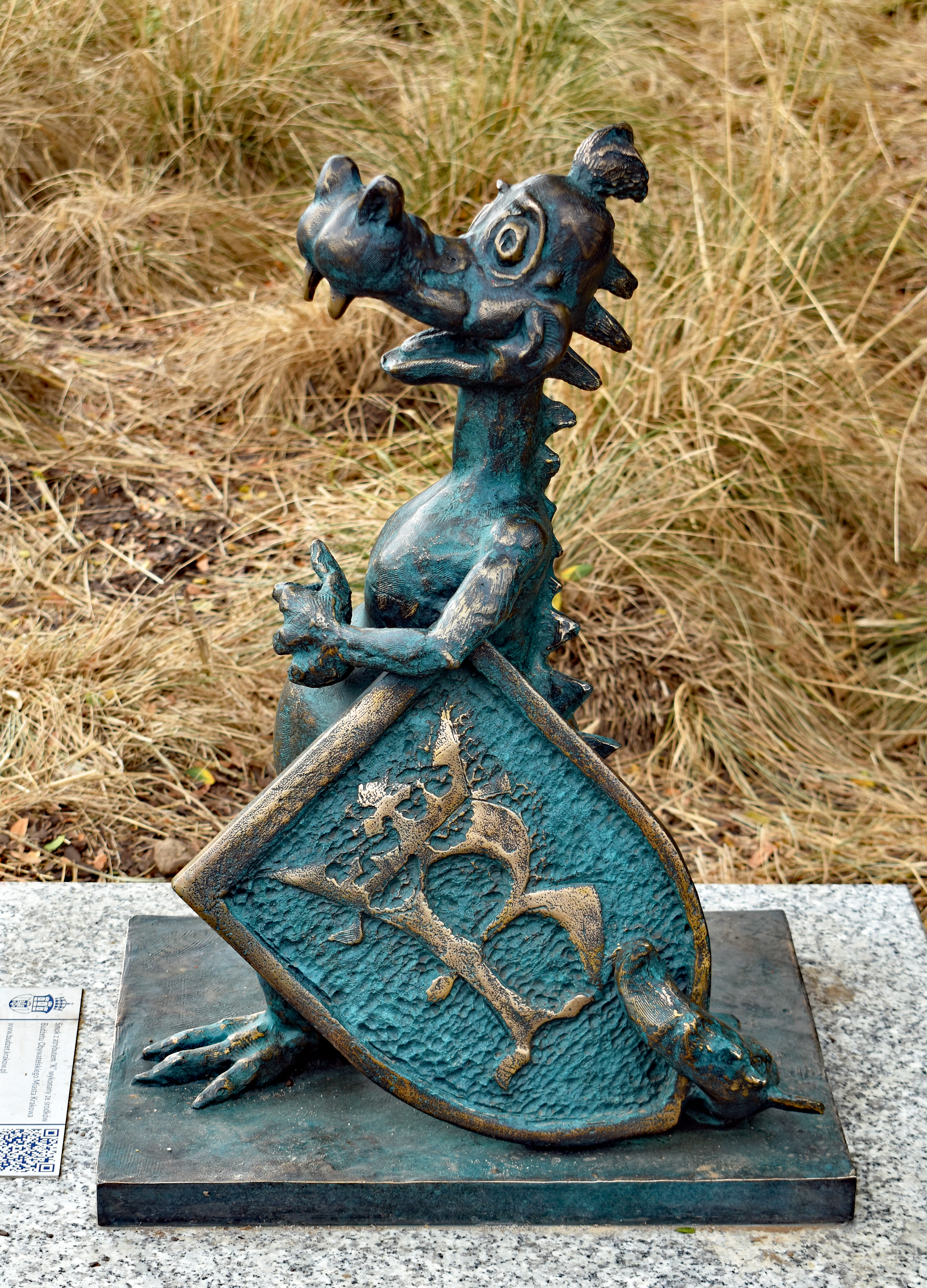
„Smok z literą „K””